# Phare de Vaindloo
Le phare de Vaindloo (en estonien : Vaindloo Tuletorn) est un phare situé sur l'île de Vaindloo dans le golfe de Finlande, au large de Kunda dans le Comté de Viru-Ouest, en Estonie.
Il est géré par l'Administration maritime estonienne ,.

## Histoire
Le phare a été initialement construit à Vormsi en 1864, et il a été déplacé à Vaindloo en 1871. Il avait remplacé le vieux phare commandé par le Tsar Pierre Ier le Grand  en 1718 qui s'était effondré. L'île de Vaindloo, à 16 km au nord de Kunda, dans le Golfe de la Finlande, est le point le plus au nord de l'Estonie.
Le phare sert de balise sur les routes maritimes entre la ville estonienne de Kunda et la ville finlandaise de Porvoo. C'était l'un de trois phares en fonte préfabriqués en Angleterre pour le gouvernement russe d'Estonie ; les autres deux sont le phare de Kihnu toujours en activité, et l'ancien phare de Virtsu, maintenant détruit.

## Description
Le phare est une tour cylindrique blanche en fonte de 17 mètres de haut, avec galerie et lanterne dont le dôme est peint en rouge. Il émet, à une hauteur focale de 20 mètres, un éclat blanc ou rouge, selon secteur, toutes les 15 secondes. Sa portée nominale est de 11 milles nautiques (environ 21 km) pour le feu blanc et 7 milles nautiques (environ 13 km) pour le feu rouge.
Les autres bâtiments de la station sont à proximité. Une tour de télécommunication de 50 m de haut, près du phare, sert aussi au personnel du Estonian Border Guard (en) qui réside sur place.
Identifiant : ARLHS : EST-057 ; EVA-045 - Amirauté : C-3876 - NGA : 12928 .
|  |
|  |

|  |
|  |

## Caractéristique duFeu maritime
-
Fréquence : 15 secondes (W/R)
- Lumière : 1 seconde
- Obscurité : 14 secondes

|                   |
| Golfe de Finlande |

|                 |
| Île de Vaindloo |

### Lien connexe
- Liste des phares d'Estonie